# Burning Hammer
Burning Hammer è il primo album live dei Sex Machineguns, pubblicato dalla Toshiba-EMI il 31 ottobre del 2001. Contiene 2 cd dove la band suona tracce tratte dai loro primi tre album.

## Tracce

### CD 1
1. Introduction
2. Mikan No Uta - 3.46
3. Tekken II - 5.25
4. MC - 1.52
5. Japan - 6.46
6. High Speed Samurai - 5.22
7. Esthetician - 4.42
8. Iron Cross - 6.49
9. Kiss - 4.14
10. Scorpion Death Rock - 4.43
11. MC - 0.39
12. Famiresu Bomber - 5.39
13. Sakurajima - 3.41
14. Burn - 6.02
15. Tabetai Nametai Kiken Thitai - 3.59
16. Onigunsow - 4.34
17. German Power - 7.28

### CD 2
1. Sex Machineguns - 10.16
2. Mikan No Uta (Studio) - 4.16